# بوهموند هفتم انطاکیه
بوهموند هفتم انطاکیه (انگلیسی: Bohemond VII of Antioch; م. ۱۹ اکتبر ۱۲۸۷) شاهزاده افتخاری و اسمی انطاکیه و کنت طرابلس و فرزند بوهموند ششم و سیبلا ارمنستان بود. وی پس از مرگ پدرش در سال ۱۲۷۵ به جانشینی وی منصوب شد اما تا سال ۱۲۷۷ که به سن قانونی برای اداره حکومت رسید، در کیلیکیه نزد اقوام مادری‌اش ماند. پس از به قدرت رسیدن وی، اختلافی میان وی گی دوم امبریاکو، ارباب جبله و شوالیه‌های معبد درگرفت که پنج سال طول کشید. در سال ۱۲۸۲ بوهموند موفق به شکست آنها شد و پس از دستگیری گی و دو برادرش، دستور به قتل آنها از طریق زنده دفن‌کردن در شن را صادر کرد. وی همچنین اتحاد قدیمی میان خاندان خود با مغولان را رها کرد و بار دیگر پیمان صلحی با ممالیک منعقد ساخت. وی سرانجام در ۱۹ اکتبر ۱۲۸۷ درگذشت و خواهر لوچیا به قدرت رسید اما با محاصره طرابلس و سقوط آن شهر، کنت‌نشین طرابلس نیز پس از ادسا و انطاکیه سقوط کند.